# Sònia Matas Simón
Sònia Matas Simón (Palafrugell, 11 de juny de 1978) és una esportista catalana especialitzada en llançaments en l'atletisme. Treballa com a monitora d'esports.
Inicia la seva carrera esportiva a l'edat de 6 anys en el món del patinatge artístic sobre rodes. S'entrena i competeix en aquesta disciplina esportiva fins a finals de 1990. Participa en el campionat de debutants l'any 1987, any en el qual també va ser la 4a classificada al Campionat Gironí en la categoria aleví.
A través d'unes curses realitzades a les escoles locals, és seleccionada per participar en la inauguració de la pista d'atletisme amb tartà de l'estadi municipal de Palafrugell Josep Pla i Arbonès el 28 d'abril de 1991 en la prova de 1000 metres. A partir d'aleshores, s'endinsa al món de l'atletisme i prova diferents modalitats. Ben aviat descobreix la seva facilitat en el sector de llançaments. S'inicia, doncs, en el llançament de disc al Campionat Territorial Infantil a l'abril de 1992, on es proclama Campiona Gironina amb una marca de 26,42m i puja al tercer lloc del podi en el llançament de pes amb 7,58m (amb una bola de 3kgs). Al 1993, en la categoria cadet, el seu registre puja fins a 32,62m llançant amb el disc d'1kg (actualment en la categoria cadet, es llança amb 800gr.).
Al 1994, la IAAF reconeix el llançament de martell femení com a prova oficial en les competicions, especialitat vàlida només en l'apartat masculí fins aleshores. Degut a la novetat de la prova, no es consideraven diferents pesos de l'artefacte depenent de l'edat de les atletes (com passa en l'actualitat), sinó que totes les categories llançaven amb 4kgs (pes oficial actualment per les categories absolutes). Així doncs, Matas, en categoria cadet (15 anys) i llançant amb 4kgs, aquest mateix any va participar en els primers Campionats de Catalunya Absoluts on va figurar aquesta modalitat esportiva i va quedar en 7a posició amb un llançament de 28,76m (millor registre d'aquella temporada, en la qual encara hi havia poques oportunitats de competir, degut a la novetat de la prova dins el món atlètic i actual rècord Gironí Cadet amb 4kgs).
A partir d'aquell any, es va anar centrant en els llançaments de disc i martell, especialitats en les quals va anar sumant títols i rècords al seu palmarès. També s'atrevia, però, amb altres modalitats tan inversemblants com el salt amb perxa, modalitat amb la qual el 4 de juliol de 1998 es va proclamar un cop més Campiona Gironina amb un salt de 2,50m que li feia assolir la 3a marca gironina d'aquell moment (actualment és la vuitena). El 1998 també va fer un nou rècord gironí promesa en la prova de llançament de disc (38,54) i va fer la mínima per al campionat estatal absolut en la prova de llançament de martell (46,08). El juny de 1999 Matas es va imposar en el llançament de disc del campionat de Catalunya en la categoria promesa que es va disputar a les pistes de Can Dragó, a Barcelona.
El 18 de desembre de 1999 va ser guardonada com a millor esportista femenina de Palafrugell. El 2001 va superar de 83 centímetres el seu rècords gironí absolut de martell. Les temporades 2000/01 i 2001/02, va fitxar pel Club Atlètic Ria Ferrol amb qui va estar competint a la Divisió d'Honor, la màxima competició espanyola per clubs.